# Мовсісян Юра Сергійович
Юра Сергійович Мовсіся́н (вірм. Յուրա Սերգեյի Մովսիսյան; нар. 2 серпня 1987, Баку, Азербайджанська РСР, СРСР) — вірменський та американський футболіст, нападник. Грав за збірну Вірменії.

## Клубна кар'єра
Народився 2 серпня 1987 року в місті Баку. Вихованець футбольної школи клубу «Пасадена Лансерс».
У дорослому футболі дебютував 2006 року виступами за американський клуб «Канзас-Сіті Візердз», в якій провів два сезони, взявши участь у 28 матчах чемпіонату.
Своєю грою за цю команду привернув увагу представників тренерського штабу американського клубу «Реал Солт-Лейк», до складу якого приєднався 2007 року. Відіграв за команду з Солт-Лейк-Сіті наступні три сезони своєї ігрової кар'єри. Більшість часу, проведеного у складі «Реал Солт-Лейк», був основним гравцем атакувальної ланки команди.
Протягом 2010–2011 років захищав кольори команди данського клубу «Раннерс».
У 2011 році уклав контракт з російським «Краснодаром», у складі якого провів наступні два роки своєї кар'єри гравця. У складі «Краснодара» був одним з головних бомбардирів команди, маючи середню результативність на рівні 0,69 голу за гру першості.
2013 року перейшов до російського клубу «Спартак» (Москва).

## Виступи за збірну
У 2010 році дебютував в офіційних матчах у складі національної збірної Вірменії. У складі збірної Вірменії зігпав 38 матчів та забив 14 голів.

## Титули і досягнення
- Володар Кубка Швеції (1):

«Юргорден»: 2017-18